# جیانلوکا تورچتا
جیانلوکا تورچتا (انگلیسی: Gianluca Turchetta؛ زادهٔ ۲۹ مهٔ ۱۹۹۱) بازیکن فوتبال اهل ایتالیا است.
از باشگاه‌هایی که در آن بازی کرده‌است می‌توان به ماترا کالچو، باشگاه فوتبال لچه، باشگاه فوتبال چزنا، و باشگاه فوتبال پارما اشاره کرد.